# Зрение человека
Зрение человека (зрительное восприятие) — способность человека воспринимать информацию путём преобразования электромагнитного излучения светового диапазона, осуществляемая зрительной системой.
Обработка светового сигнала начинается на сетчатке глаза, затем происходит возбуждение фоторецепторов, передача и преобразование зрительной информации в нейронных слоях с формированием в затылочной доле коры больших полушарий зрительного образа.
По существующим оценкам зрительная система человека обрабатывает информацию со скоростью 10 миллионов бит в секунду, в то время как общая скорость обработки сенсорной информации для человека составляет около 11 миллионов бит в секунду.

## Общие сведения
Из-за большого числа этапов процесса зрительного восприятия его отдельные характеристики рассматриваются с точки зрения разных наук — оптики (в том числе биофизики), психологии, физиологии, химии (биохимии). На каждом этапе восприятия возникают искажения, ошибки, сбои, но мозг человека обрабатывает полученную информацию и вносит необходимые коррективы. Эти процессы носят неосознаваемый характер и реализуются в многоуровневой автономной корректировке искажений. Так устраняются сферическая и хроматическая аберрации, эффекты слепого пятна, проводится цветокоррекция, формируется стереоскопическое изображение и т. д. В тех случаях, когда подсознательная обработка информации недостаточна, или же избыточна, возникают оптические иллюзии.
По мнению известного британского нейрофизиолога Ричард Маслэнда (Richard H. Masland), в области физиологии зрения ещё многое остается неизвестным, а высшие зрительные центры изучены лишь в самых общих чертах

### Оптическая система глаза
Регулирование интенсивности света попадающего на сетчатку через зрачок происходит изменением его размера радужной оболочкой, являющейся оптической диафрагмой глаза. Дополнительная защита от сверхъяркого света происходит прищуриванием или закрытием век.

### Преобразования проекций изображения
- После частичного перекрёста зрительных нервов в хиазме в зрительном тракте, идущем в правые зрительные бугры таламуса, оказываются нервные пучки, несущие информацию о проекции на сетчатку левой половины полей зрения с обоих глаз, в левом тракте — соответственно о правой половине.
- После таламуса, информация о половинках воспринятых глазами изображения (предметов) также раздельно правая и левая части передаются в половинки зрительной коры головного мозга
- В зрительной коре информация о половинах изображения с каждого глаза сопоставляется и преобразовывается в единое объединённое изображение с обоих глаз, при этом происходит обратная на 180° конвергенция перевёрнутых оптической системой глаз изображений.

### Спектральная чувствительность глаза
В процессе эволюции светочувствительные рецепторы адаптировались к солнечному излучению, достигающему поверхности Земли и хорошо распространяющемуся в воде морей и океанов. Земная атмосфера имеет значительное окно прозрачности только в диапазоне длин волн 300—1500 нм. В ультрафиолетовой области прозрачность ограничена поглощением ультрафиолета озоновым слоем и водой, в инфракрасной области — поглощением водой. Поэтому на сравнительно узкую видимую область спектра приходится более 40 % энергии излучения Солнца у поверхности.
Глаз человека чувствителен к электромагнитному излучению в диапазоне длин волн 400—750 нм (видимое излучение). Сетчатка глаза чувствительна и к более коротковолновому излучению, но чувствительность глаза в этой области спектра ограничивается низкой прозрачностью хрусталика, защищающего сетчатку от разрушительного действия ультрафиолета.

## Физиология зрения человека

### Цветовое зрение
В глазу человека содержатся два типа светочувствительных клеток (фоторецепторов): высокочувствительные палочки и менее чувствительные колбочки. Палочки функционируют в условиях относительно низкой освещённости и отвечают за действие механизма ночного зрения, однако при этом они обеспечивают только нейтральное в цветовом отношении восприятие действительности, ограниченное участием белого, серого и чёрного цветов. Колбочки работают при более высоких уровнях освещённости, чем палочки. Они ответственны за механизм дневного зрения, отличительной особенностью которого является способность обеспечения цветового зрения.
У приматов (в том числе и человека) мутация вызвала появление дополнительного, третьего типа колбочек — цветовых рецепторов. Это было вызвано расширением экологической ниши млекопитающих, переходом части видов к дневному образу жизни, в том числе на деревьях. Мутация была вызвана появлением изменённой копии гена, отвечающего за восприятие средней, зелёночувствительной области спектра. Она обеспечила лучшее распознавание объектов «дневного мира» — плодов, цветов, листьев и скрывающихся среди них хищников.
В сетчатке глаза человека есть три вида колбочек, максимумы чувствительности которых приходятся на красный, зелёный и синий участки спектра. Ещё в 1970-х годах было показано, что распределение типов колбочек в сетчатке неравномерно: «синие» колбочки находятся ближе к периферии, в то время как «красные» и «зелёные» распределены случайным образом, что было подтверждено более детальными исследованиями в начале XXI века. Соответствие типов колбочек трём «основным» цветам обеспечивает распознавание тысяч цветов и оттенков. Кривые спектральной чувствительности трёх видов колбочек частично перекрываются, что способствует явлению метамерии. Очень сильный свет возбуждает все 3 типа рецепторов, и потому воспринимается, как излучение слепяще-белого цвета (эффект метамерии).
Равномерное раздражение всех трёх элементов, соответствующее средневзвешенному дневному свету, также вызывает ощущение белого цвета (см. Психология восприятия цвета).
| Тип колбочек | обозначение | Воспринимаемые длины волн | Максимум чувствительности |
| ------------ | ----------- | ------------------------- | ------------------------- |
| S            | β           | 400—500 нм                | 420—440 нм                |
| M            | γ           | 450—630 нм                | 534—555 нм                |
| L            | ρ           | 500—700 нм                | 564—580 нм                |

Свет с разной длиной волны по-разному стимулирует разные типы колбочек. Например, жёлто-зелёный свет в равной степени стимулирует колбочки L- и M-типов, но слабее стимулирует колбочки S-типа. Красный свет стимулирует колбочки L-типа намного сильнее, чем колбочки M-типа, а S-типа не стимулирует почти совсем; зелёно-голубой свет стимулирует рецепторы M-типа сильнее, чем L-типа, а рецепторы S-типа — ещё немного сильнее; свет с этой длиной волны наиболее сильно стимулирует также палочки. Фиолетовый свет стимулирует почти исключительно колбочки S-типа. Мозг воспринимает комбинированную информацию от разных рецепторов, что обеспечивает различное восприятие света с разной длиной волны.
За цветовое зрение человека и обезьян отвечают гены, кодирующие светочувствительные белки опсины. По мнению сторонников трёхкомпонентной теории, наличие трёх разных белков, реагирующих на разные длины волн, является достаточным для цветового восприятия. У большинства млекопитающих таких генов только два, поэтому они имеют двухцветное зрение. В том случае, если у человека два белка, кодируемые разными генами, оказываются слишком схожи или один из белков не синтезируется, развивается дальтонизм. Н. Н. Миклухо-Маклай установил, что у папуасов Новой Гвинеи, живущих в гуще зелёных джунглей, отсутствует способность различать зелёный цвет.
Чувствительный к красному свету опсин кодируется у человека геном OPN1LW.
Другие опсины человека кодируют гены OPN1MW, OPN1MW2 и OPN1SW, первые два из них кодируют белки, чувствительные к свету со средними длинами волны, а третий отвечает за опсин, чувствительный к коротковолновой части спектра.
Необходимость трёх типов опсинов для цветового зрения недавно была доказана в опытах на беличьей обезьяне (саймири), самцов которых удалось излечить от врождённого дальтонизма путём введения в их сетчатку гена человеческого опсина OPN1LW. Эта работа (вместе с аналогичными опытами на мышах) показала, что зрелый мозг способен приспособиться к новым сенсорным возможностям глаза.
Ген OPN1LW, который кодирует пигмент, отвечающий за восприятие красного цвета, высоко полиморфен (в недавней работе Виррелли и Тишкова было найдено 85 аллелей в выборке из 256 человек), и около 10 % женщин, имеющих два разных аллеля этого гена, фактически имеют дополнительный тип цветовых рецепторов и некоторую степень четырёхкомпонентного цветового зрения. Вариации гена OPN1MW, который кодирует «жёлто-зелёный» пигмент, встречаются редко и не влияют на спектральную чувствительность рецепторов.
Ген OPN1LW и гены, отвечающие за восприятие света со средней длиной волны, расположены в Х-хромосоме тандемно, и между ними часто происходит негомологичная рекомбинация или генная конверсия. При этом может происходить слияние генов или увеличение числа их копий в хромосоме. Дефекты гена OPN1LW — причина частичной цветовой слепоты, протанопии.
Трёхсоставную теорию цветового зрения впервые высказал в 1756 году М. В. Ломоносов, когда он писал «о трёх материях дна ока». Сто лет спустя её развил немецкий учёный Г. Гельмгольц, который не упоминает известной работы Ломоносова «О происхождении света», хотя она была опубликована и кратко изложена на немецком языке.
Параллельно существовала оппонентная теория цвета Эвальда Геринга. Её развили Дэвид Хьюбел и Торстен Визел. Они получили Нобелевскую премию 1981 года за своё открытие.
Они предположили, что в мозг поступает информация вовсе не о красном (R), зелёном (G) и синем (B) цветах (теория цвета Юнга—Гельмгольца). Мозг получает информацию о разнице яркости — о разнице яркости белого (Yмах) и чёрного (Yмин), о разнице зелёного и красного цветов (G — R), о разнице синего и жёлтого цветов (B — yellow), а жёлтый цвет (yellow = R + G) есть сумма красного и зелёного цветов, где R, G и B — яркости цветовых составляющих — красного, R, зелёного, G, и синего, B.
Имеем систему уравнений:
{\displaystyle R_{b-w}={\begin{cases}Y_{max}-Y_{min},\\K_{gr}=G-R,\\K_{brg}=B-R-G,\end{cases}}}
где {\displaystyle R_{b-w}}, Kgr, Kbrg — функции коэффициентов баланса белого для любого освещения. Практически это выражается в том, что люди воспринимают цвет предметов одинаково при разных источниках освещения (цветовая адаптация). Оппонентная теория в целом лучше объясняет тот факт, что люди воспринимают цвет предметов одинаково при чрезвычайно разных источниках освещения, в том числе при различном цвете источников света в одной сцене.
Эти две теории не вполне согласованы друг с другом. Но несмотря на это, до сих пор предполагают, что на уровне сетчатки действует трёхстимульная теория, однако информация обрабатывается и в мозг поступают данные, уже согласующиеся с оппонентной теорией.

### Бинокулярное и стереоскопическое зрение
Зрительный анализатор человека в нормальных условиях обеспечивает бинокулярное зрение, то есть зрение двумя глазами с единым зрительным восприятием. Основным рефлекторным механизмом бинокулярного зрения является рефлекс слияния изображения — фузионный рефлекс (фузия), возникающий при одновременном раздражении функционально неодинаковых нервных элементов сетчатки обоих глаз. Вследствие этого возникает физиологическое двоение предметов, находящихся ближе или дальше фиксируемой точки (бинокулярная фокусировка). Физиологичное двоение (фокус) помогает оценивать удалённость предмета от глаз и создаёт ощущение рельефности, или стереоскопичности, зрения.
При зрении одним глазом (монокулярное зрение) — посредством монокля, телескопа, микроскопа и т. п. — стереоскопичность зрения невозможна и восприятие глубины (рельефной удалённости) осуществляется главным образом благодаря вторичным вспомогательным признакам удалённости (видимая величина предмета, линейная и воздушная перспективы, загораживание одних предметов другими, аккомодация глаза и т. д. и т. п.).

### Ведущий глаз
Глаза человека функционально несколько различаются, поэтому выделяют ведущий и ведомый глаз. Определение ведущего глаза важно для охотников, видеооператоров и лиц других профессий. Если посмотреть через отверстие в непрозрачном экране (дырочка в листе бумаги на расстоянии 20—30 см) на отдалённый предмет, а затем, не смещая голову, поочередно закрывать правый и левый глаз, то для ведущего глаза изображение не сместится.

## Основные свойства зрения

### Световая чувствительность человеческого глаза
Способность глаза воспринимать свет и распознавать различные степени его яркости называется светоощущением, а способность приспосабливаться к разной яркости освещения — адаптацией глаза; световая чувствительность оценивается величиной порога светового раздражителя.
Человек с хорошим зрением способен разглядеть ночью свет от свечи на расстоянии нескольких километров. Однако световая чувствительность зрения многих ночных животных (совы, грызуны) гораздо выше.
Максимальная световая чувствительность палочек глаза достигается после достаточно длительной темновой адаптации. Исследования показали, что в этих условиях для света с длинами волн, лежащими в диапазоне 510—525 нм, порог зрительного ощущения составляет 100—200 фотонов в 1 секунду.
Максимальные изменения зрачка для здорового человека — от 1,8 мм до 7,5 мм, что соответствует изменению площади зрачка в 17 раз. Однако, реальный диапазон изменения освещённости сетчатки ограничивается соотношением 10:1, а не 17:1, как следовало бы ожидать исходя из изменений площади зрачка. На самом деле освещённость сетчатки пропорциональна произведению площади зрачка, яркости объекта и коэффициенту пропускания глазных сред.
Вклад зрачка в регулировку чувствительности глаза крайне незначителен. Весь диапазон яркостей, которые наш зрительный механизм способен воспринять, огромен: от 10−6 кд·м−2 для глаза, полностью адаптированного к темноте, до 106 кд·м−2 для глаза, полностью адаптированного к свету. Механизм такого широкого диапазона чувствительности кроется в разложении и восстановлении фоточувствительных пигментов в фоторецепторах сетчатки — колбочках и палочках.
Чувствительность глаза зависит от полноты адаптации, от интенсивности источника света, длины волны и угловых размеров источника, а также от времени действия раздражителя. Чувствительность глаза понижается с возрастом из-за ухудшения оптических свойств склеры и зрачка, а также рецепторного звена восприятия.
Максимум чувствительности при дневном освещении (дневное зрение) лежит при 555—556 нм, а при слабом вечернем/ночном (сумеречное зрение/ночное зрение) смещается в сторону фиолетового края видимого спектра и располагается на 510 нм (в течение суток колеблется в пределах 500—560 нм). Объясняется это (зависимость зрения человека от условий освещённости при восприятии им разноцветных объектов, соотношение их кажущейся яркости — эффект Пуркинье) двумя типами светочувствительных элементов глаза — при ярком свете зрение осуществляется преимущественно колбочками, а при слабом задействуются предпочтительно только палочки.

### Острота зрения
Способность различных людей видеть большие или меньшие детали предмета с одного и того же расстояния при одинаковой форме глазного яблока и одинаковой преломляющей силе диоптрической глазной системы обусловливается различием в расстоянии между чувствительными элементами сетчатки и называется остротой зрения.
Острота зрения — способность глаза воспринимать раздельно две точки, расположенные друг от друга на некотором расстоянии (детализация, мелкозернистость, разрешётка). Мерилом остроты зрения является угол зрения, то есть угол, образованный лучами, исходящими от краёв рассматриваемого предмета (или от двух точек A и B) к узловой точке (K) глаза. Острота зрения обратно-пропорциональна углу зрения, то есть, чем он меньше, тем острота зрения выше. Распространено мнение, что в норме глаз человека способен раздельно воспринимать объекты, угловое расстояние между которыми не меньше 1′ (1 минута). В действительности, это предел возможного при максимальном контрасте объектов и фона и при идеальном состоянии органа зрения, и соответствует так называемой остроте зрения 200 % (то есть способности видеть 12-ю строку таблицы Сивцева). Люди с такой остротой зрения существуют, но их сравнительно немного. Норме, принятой за 100 % (10-я строка таблицы), соответствует разрешающая способность около 2'.
Острота зрения — одна из важнейших функций зрения. Острота зрения человека ограничена его строением. Глаз человека в отличие от глаз головоногих, например, это обращённый орган, то есть, светочувствительные клетки находятся под слоем нервов и кровеносных сосудов.
Острота зрения зависит от размеров колбочек, находящихся в области жёлтого пятна, сетчатки, а также от ряда факторов: рефракции глаза, ширины зрачка, прозрачности роговицы, хрусталика (и его эластичности), стекловидного тела (кои составляют светопреломляющий аппарат), состояния сетчатой оболочки и зрительного нерва, возраста.
Обратно пропорциональную величину остроте зрения и/или световой чувствительности называют разрешающей способностью простого (невооружённого) глаза (resolving power).
См. также Определение остроты зрения

### Поле зрения
Периферическое зрение (поле зрения); определяют границы поля зрения при проекции их на сферическую поверхность (при помощи периметра). Поле зрения — пространство, воспринимаемое глазом при неподвижном взгляде. Зрительное поле является функцией периферических отделов сетчатки; его состоянием в значительной мере определяется возможность человека свободно ориентироваться в пространстве.
Изменения поля зрения обуславливаются органическими и/или функциональными заболеваниями зрительного анализатора: сетчатки, зрительного нерва, зрительного пути, ЦНС. Нарушения поля зрения проявляются либо сужением его границ (выражают в градусах или линейных величинах), либо выпадением отдельных его участков (Гемианопсия), появлением скотомы.

### Бинокулярность
Рассматривая предмет обоими глазами, мы видим его только тогда одиночным, когда оси зрения глаз образуют такой угол сходимости (конвергенцию), при котором симметричные отчётливые изображения на сетчатках получаются в определённых соответственных местах чувствительного жёлтого пятна (fovea centralis). Благодаря такому бинокулярному зрению, мы не только судим об относительном положении и расстоянии предметов, но и воспринимаем рельеф и объём.
Основными характеристиками бинокулярного зрения являются наличие элементарного бинокулярного, глубинного и стереоскопического зрения, острота стереозрения и фузионные резервы.
Наличие элементарного бинокулярного зрения проверяется посредством разбиения некоторого изображения на фрагменты, часть которых предъявляется левому, а часть — правому глазу. Наблюдатель обладает элементарным бинокулярным зрением, если он способен составить из фрагментов единое исходное изображение.
Наличие глубинного зрения проверяется путём предъявления случайно-точечных стереограмм, которые должны вызывать у наблюдателя специфическое переживание глубины, отличающееся от впечатления пространственности, основанного на монокулярных признаках.
Острота стереозрения — это величина, обратная порогу стереоскопического восприятия. Порог стереоскопического восприятия — это минимальная обнаруживаемая диспаратность (угловое смещение) между частями стереограммы. Для его измерения используется принцип, который заключается в следующем. Три пары фигур предъявляются раздельно левому и правому глазу наблюдателя. В одной из пар положение фигур совпадает, в двух других одна из фигур смещена по горизонтали на определённое расстояние. Испытуемого просят указать фигуры, расположенные в порядке возрастания относительного расстояния. Если фигуры указаны в правильной последовательности, то уровень теста увеличивается (диспаратность уменьшается), если нет — диспаратность увеличивается.
Фузионные резервы — условия, при которых существует возможность моторной фузии стереограммы. Фузионные резервы определяются максимальной диспаратностью между частями стереограммы, при которых она ещё воспринимается в качестве объёмного изображения. Для измерения фузионных резервов используется принцип, обратный применяемому при исследовании остроты стереозрения. Например, испытуемого просят соединить в одно изображение две вертикальные полосы, одна из которых видна левому, а другая — правому глазу. Экспериментатор при этом начинает медленно разводить полосы сначала при конвергентной, а затем при дивергентной диспаратности. Изображение начинает раздваиваться при значении диспаратности, характеризующей фузионный резерв наблюдателя.
Бинокулярость может нарушаться при косоглазии и некоторых других заболеваниях глаз. При сильной усталости может наблюдаться временное косоглазие, вызванное отключением ведомого глаза.

### Контрастная чувствительность
Контрастная чувствительность — способность человека видеть объекты, слабо отличающиеся по яркости от фона. Оценка контрастной чувствительности производится по синусоидальным решёткам. Повышение порога контрастной чувствительности может быть признаком ряда глазных заболеваний, в связи с чем его исследование может применяться в диагностике.

### Адаптация зрения
Приведённые выше свойства зрения тесно связаны со способностью глаза к адаптации. Адаптация глаза — приспособление зрения к различным условиям освещения. Адаптация происходит к изменениям освещённости (различают адаптацию к свету и темноте), цветовой характеристики освещения (способность воспринимать белые предметы белыми даже при значительном изменении спектра падающего света).
Адаптация к свету наступает быстро и заканчивается в течение 5 мин., адаптация глаза к темноте — процесс более медленный. Минимальная яркость, вызывающая ощущение света, определяет световую чувствительность глаза. Последняя быстро нарастает в первые 30 мин. пребывания в темноте, её повышение практически заканчивается через 50—60 мин. Адаптацию глаза к темноте исследуют при помощи специальных приборов — адаптометров.
Понижение адаптации глаза к темноте наблюдают при некоторых глазных (пигментная дистрофия сетчатки, глаукома) и общих (A-авитаминоз) заболеваниях.
Адаптация проявляется также в способности зрения частично компенсировать дефекты самого зрительного аппарата (оптические дефекты хрусталика, дефекты сетчатки, скотомы и пр.)

## Обработка зрительной информации
Феномен зрительных ощущений, не сопровождающихся обработкой зрительной информации, называется феноменом псевдослепоты.
Зрительный аппарат — глаза и проводящие пути — настолько тесно интегрирован с мозгом, что трудно сказать, где начинается та или иная часть процесса переработки зрительной информации.
В зависимости от ситуации, человек способен воспринимать предметы, частично скрытые от глаза, например, частой решёткой.
Световые лучи, преломлённые глазом, на его сетчатке формируют перевёрнутое и уменьшенное изображение. То, что мы ощущаем мир таким, какой он есть на самом деле, связано с обработкой изображения в мозге. Опытами, начиная с опытов Стрэттона в 1896—1897 годах, показано, что человек может за несколько дней адаптироваться к перевёрнутому изображению (то есть прямому на сетчатке), даваемому инвертоскопом, однако, после его снятия, мир также в течение нескольких дней будет выглядеть перевёрнутым.

## Нарушения зрительного восприятия

### Дефекты хрусталика
Самый массовый недостаток — несоответствие оптической силы глаза и его длины, приводящее к ухудшению видимости близких или удалённых предметов.

#### Дальнозоркость
Дальнозоркостью называется такая аномалия рефракции, при которой лучи света, попадающие в глаз, фокусируются не на сетчатке, а позади неё. В лёгких формах глаз с хорошим запасом аккомодации компенсирует зрительный недостаток с помощью увеличения кривизны хрусталика цилиарной мышцой.
При более сильной дальнозоркости (3 дптр и выше) зрение плохое не только вблизи, но и вдаль, причём глаз не способен скомпенсировать дефект самостоятельно. Дальнозоркость обычно бывает врождённой и не прогрессирует (обычно уменьшается к школьному возрасту).
При дальнозоркости назначают очки для чтения или постоянного ношения. Для очков подбираются собирающие линзы (перемещают фокус вперёд на сетчатку), при использовании которых зрение пациента становится наилучшим.
Несколько отличается от дальнозоркости пресбиопия, или возрастная дальнозоркость. Пресбиопия развивается вследствие утраты хрусталиком эластичности (что является нормальным результатом его развития). Этот процесс начинается ещё в школьном возрасте, но человек обычно замечает ослабление зрения вблизи после 40 лет. (Хотя в 10 лет дети-эмметропы могут читать на расстоянии 7 см, в 20 лет — уже минимум 10 см, а в 30 — 14 см и так далее.) Старческая дальнозоркость развивается постепенно, и к 65—70 годам человек уже полностью теряет способность аккомодировать, развитие пресбиопии завершено.

#### Близорукость
Близорукость — аномалия рефракции глаза, при которой фокус перемещается вперёд, а на сетчатку попадает уже расфокусированное изображение. При близорукости дальнейшая точка ясного зрения лежит в пределах 5 метров (в норме она лежит в бесконечности). Близорукость бывает ложной (когда из-за перенапряжения цилиарной мышцы происходит её спазм, в результате чего кривизна хрусталика остаётся слишком большой при зрении вдаль) и истинной (когда глазное яблоко увеличивается в передне-задней оси). В лёгких случаях далёкие объекты размыты, в то время как близкие остаются чёткими (дальнейшая точка ясного зрения лежит достаточно далеко от глаз). В случаях высокой близорукости происходит значительное снижение зрения. Начиная приблизительно с −4 дптр, человеку необходимы очки и для дали, и для близкого расстояния, в противном случае рассматриваемый предмет нужно подносить очень близко к глазам. Однако именно ввиду того, что для хорошей резкости изображения близорукий человек подносит предмет близко к глазам, он способен различать более мелкие детали этого предмета, чем человек с нормальным зрением.
В подростковом возрасте близорукость часто прогрессирует (глаза постоянно напрягаются для работы вблизи, из-за чего глаз компенсаторно растёт в длину). Прогрессия близорукости иногда принимает злокачественную форму, при которой зрение падает на 2—3 диоптрии в год, наблюдается растяжение склеры, происходят дистрофические изменения сетчатки. В тяжёлых случаях возникает опасность отслойки перерастянутой сетчатки при физической нагрузке или внезапном ударе. Остановка прогрессии близорукости обычно наступает к 25—30 годам, когда перестаёт расти организм. При стремительной прогрессии зрение к тому времени падает до −25 диоптрий и ниже, очень сильно калеча глаза и резко нарушая качество зрения вдаль и вблизи (все, что человек видит, — это мутные очертания без какого-либо детализированного зрения), причём такие отклонения очень тяжело поддаются полноценному исправлению оптикой: толстые очковые стёкла создают сильные искажения и уменьшают предметы визуально, отчего человек не видит достаточно хорошо даже в очках. В таких случаях лучшего эффекта можно добиться с помощью контактной коррекции.
Несмотря на то, что вопросу остановки прогрессирования близорукости посвящены сотни научно-медицинских работ, до сих пор нет доказательств эффективности ни одного метода лечения прогрессирующей близорукости, включая операции (склеропластика). 
При близорукости часто прибегают к лазерной коррекции зрения (воздействие на роговицу с помощью лазерного луча с целью уменьшения её кривизны). Этот метод коррекции не до конца безопасный, но в большинстве случаев удаётся добиться значительного улучшения зрения после операции.
Дефекты близорукости и дальнозоркости могут быть преодолены с помощью очков, контактных линз или восстановительных курсов гимнастики.

#### Астигматизм
Астигматизм — дефект оптики глаза, вызванный неправильной формой роговицы и (или) хрусталика. У всех людей формы роговицы и хрусталика отличаются от идеального тела вращения (то есть все люди имеют астигматизм той или иной степени). В тяжёлых случаях вытягивание по одной из осей может быть очень сильным, кроме того, роговица может иметь дефекты кривизны, вызванные другими причинами (ранениями, перенесёнными инфекционными заболеваниями и т. д.). При астигматизме лучи света преломляются с разной силой в разных меридианах, в результате чего изображение получается искривлённым и местами нечётким. В тяжёлых случаях искажения настолько сильны, что значительно снижают качество зрения.
Астигматизм легко диагностировать, рассматривая одним глазом лист бумаги с тёмными параллельными линиями — вращая такой лист, астигматик заметит, что тёмные линии то размываются, то становятся чётче. У большинства людей встречается врождённый астигматизм до 0,5 диоптрий, не приносящий дискомфорта.
Данный дефект компенсируется очками с цилиндрическими линзами, имеющими различную кривизну по горизонтали и вертикали и контактными линзами, (жёсткими или мягкими торическими), также, как и очковыми линзами, имеющими разную оптическую силу в разных меридианах.

### Дефекты сетчатки

#### Дальтонизм
Если в сетчатке глаза выпадает или ослаблено восприятие одного из трёх основных цветов, то человек не воспринимает какой-то цвет. Есть «цветнослепые» на красный, зелёный и сине-фиолетовый цвет. Редко встречается парная, или даже полная цветовая слепота. Чаще встречаются люди, которые не могут отличить красный цвет от зелёного. Такой недостаток зрения был назван дальтонизмом — по имени английского учёного Д. Дальтона, который сам страдал таким расстройством цветного зрения и впервые описал его.
Дальтонизм неизлечим, передаётся по наследству (сцеплен с Х-хромосомой). Иногда он возникает после некоторых глазных и нервных болезней.
Дальтоников не допускают к работам, связанным с вождением транспорта на дорогах общего пользования. Очень важно хорошее цветоощущение для моряков, лётчиков, химиков, геологов-минералогов, художников, поэтому для некоторых профессий цветовое зрение проверяют с помощью специальных таблиц.

#### Скотома
Скотома (греч. skotos — темнота) — пятнообразный дефект в поле зрения глаза, вызванный заболеванием в сетчатке, болезнями зрительного нерва, глаукомой. Это участки (в пределах поля зрения), в которых зрение существенно ослаблено, или отсутствует. Иногда скотомой называют слепое пятно — область на сетчатке, соответствующая диску зрительного нерва (т. н. физиологическая скотома).
Абсолютная скотома (англ. absolute scotomata) — участок, в котором зрение отсутствует. Относительная скотома (англ. relative scotoma) — участок, в котором зрение значительно снижено.
Предположить наличие скотомы можно самостоятельно, проведя исследование с помощью теста Амслера.

#### Прочие дефекты
- Дневная слепота — резкое снижение зрения в условиях избыточной освещённости, недостаточная адаптация к яркому свету. Типичными причинами дневной слепоты являются колбочковая дегенерация, ахроматопсия, а также приём противосудоржного препарата триметадиона.
- Никталопия — расстройство, при котором затрудняется или пропадает способность видеть в условиях низкой освещённости. Причиной никталопии являются авитаминоз или гиповитаминоз А, а также B1 и PP. Симптоматическая никталопия наблюдается при заболеваниях сетчатки и зрительного нерва.

## Способы коррекции недостатков зрения
Стремление улучшить зрение связано с попыткой преодолеть как дефекты зрения, так и его естественные ограничения.
В зависимости от характера и причин нарушения зрения для коррекции дефектов зрительного восприятия используют различные технические приспособления, специальные упражнения, а также несколько видов оперативного вмешательства (микрохирургия, имплантация хрусталика, лазерная коррекция зрения и др.).

### Инструментальные методы
Коррекция недостатков зрения обычно осуществляется с помощью очков.
Для расширения возможностей зрительного восприятия используют также специальные приборы и методы, например, микроскопы и телескопы.

### Хирургическая коррекция
Привести оптические свойства глаза в норму возможно изменением кривизны роговицы. Для этого в определённых местах роговица испаряется лазерным лучом, что приводит к изменению её формы. Основные способы лазерной коррекции зрения — ФРК и LASIK.

### Лечениедальтонизма
В настоящее время дальтонизм неизлечим. Однако разработана технология лечения дальтонизма за счёт внедрения в клетки сетчатки недостающих генов посредством генноинженерных вирусных частиц. В 2009 году в журнале «Nature» появилась публикация об успешном испытании этой технологии на обезьянах, многие из которых от природы плохо различают цвета.